# سیارک ۸۴۷۲
سیارک ۸۴۷۲ (به انگلیسی: 8472 Tarroni، نامگذاری:1983TC) هشت هزار و چهارصد و هفتاد و دومین سیارک کشف شده‌است که در ۱۲ اکتبر ۱۹۸۳ کشف شد.
قدر مطلق سیارک برابر ۱۲٫۹۰ است.